# 科索沃米特罗维察区
科索沃米特罗维察区，是1992年至1999年间塞尔维亚科索沃和梅托希亚自治省的行政区，行政中心为科索沃米特罗维察。在此期间科索沃是塞尔维亚的一部分。科索沃于2008年宣布独立。科索沃米特罗维察区与科索沃和梅托希亚自治省其他行政区一道转移至联合国管理，并于此后被塞尔维亚接受。2000年，联合国在科索沃进行了行政区划改革，将此地区命名为米特羅維察區，但不被塞尔维亚承认。

## 市镇
科索沃米特罗维察区的范围包括6个市镇：
- 祖宾波托克
- 莱波萨维奇
- 兹韦钱
- 科索沃米特罗维察
- 斯尔比察
- 武契特尔恩

## 文化历史
科索沃米特罗维察作为一个中世纪的聚居地，有着著名的建筑和纪念碑：源自十四世纪的圣迪米特里教堂和十九世纪的圣萨瓦教堂。科索沃米特罗维察附近有Devič修道院，第一次在1578年被文献记载。